# Incêndio no Castelo de Windsor em 1992
Em 20 de novembro de 1992, um incêndio irrompeu no Castelo de Windsor, o maior castelo habitado do mundo e uma das residências oficiais da monarca britânica. O castelo sofreu grandes danos e foi totalmente reparado nos cinco anos seguintes, a um custo de £ 36,5 milhões. Isso levou a rainha Isabel II a pagar impostos sobre sua renda do Ducado de Lancaster e Ducado da Cornualha, e o Palácio de Buckingham, uma de suas outras residências oficiais, a ser aberto ao público para ajudar a pagar pelo trabalho de restauração. Este evento foi parte do que a Rainha chamou de "annus horribilis".
Inicialmente temia-se que custaria £ 60 milhões para restaurar o castelo, embora o custo final tenha sido de £ 36,5 milhões e que a secagem do castelo levaria 10 anos. Palácios reais ingleses ocupados, como o Castelo de Windsor, são demasiado valiosos para serem segurados, e os itens da Colecção Real não estão segurados contra perdas. Um fundo independente para doações privadas para o custo da restauração foi anunciado em 16 de fevereiro de 1993 pelo banco da Rainha, Coutts. Em 29 de abril de 1993, foi anunciado que 70% do custo seria coberto pela cobrança de entrada do público nos arredores do castelo e £ 8 pela admissão no Palácio de Buckingham pelos próximos cinco anos. A Rainha contribuiu com £ 2 milhões do seu próprio dinheiro, e ela concordou em começar a pagar imposto de renda a partir de 1993, tornando-se a primeira monarca britânica a fazê-lo desde a década de 1930.

## Cronologia

### Estágios iniciais
Tendo em vista que o incendio começou na Capela Privada da Rainha às 11h15, quando uma cortina foi acesa por um holofote pressionado contra ela. Os agentes da Casa Real estavam na capela naquele momento inspecionando obras de arte. Um alarme de incêndio disparou na sala de vigia do corpo de bombeiros do castelo, comandado pelo Chefe dos Bombeiros, Marshall Smith. A localização do incêndio foi mostrada por uma luz em um mapa de grade do castelo. Inicialmente, a Torre Brunswick foi iluminada, mas logo as luzes começaram a piscar, indicando que o fogo havia se espalhado rapidamente para os cômodos vizinhos.
Uma grande parte dos Apartamentos do Estado britânico logo ficou em chamas. Empreiteiros que trabalhavam em uma sala próxima tentaram combater o incêndio com extintores de incêndio. O 30 feet (9,1 m) As cortinas finalmente caíram no chão e continuaram a queimar, enquanto os presentes começaram a remover apressadamente as pinturas da capela, até que o calor intenso e a chuva de brasas os forçaram a sair às 11h32.
Às 11h36, Smith apertou um botão para alertar a sala de controle do quartel de bombeiros de Reading. Ele então ativou o alarme público de incêndio do castelo e telefonou para o Royal Berkshire Fire and Rescue Service em uma linha direta, dando a mensagem: "Castelo de Windsor aqui; temos um incêndio na Capela Privada. Venha para o Quadrangle conforme combinado". O castelo ainda tinha sua própria brigada de incêndio, composta por vinte pessoas, das quais seis eram de tempo integral. Equipados com um Land Rover e um caminhão-bomba, eles estavam estacionados em estábulos a três quilômetros ao sul do castelo e chegaram ao local às 11h41. Os equipamentos do Corpo de Bombeiros chegaram às 11h44. Às 11h56, 17 aparelhos de bombeamento haviam sido encomendados. Uma operação para salvar móveis e obras de arte envolvendo funcionários do castelo, empreiteiros de construção e um dos filhos da rainha, André, Duque de Iorque, começou em salas adjacentes ao incêndio.

### Eventos subsequentes

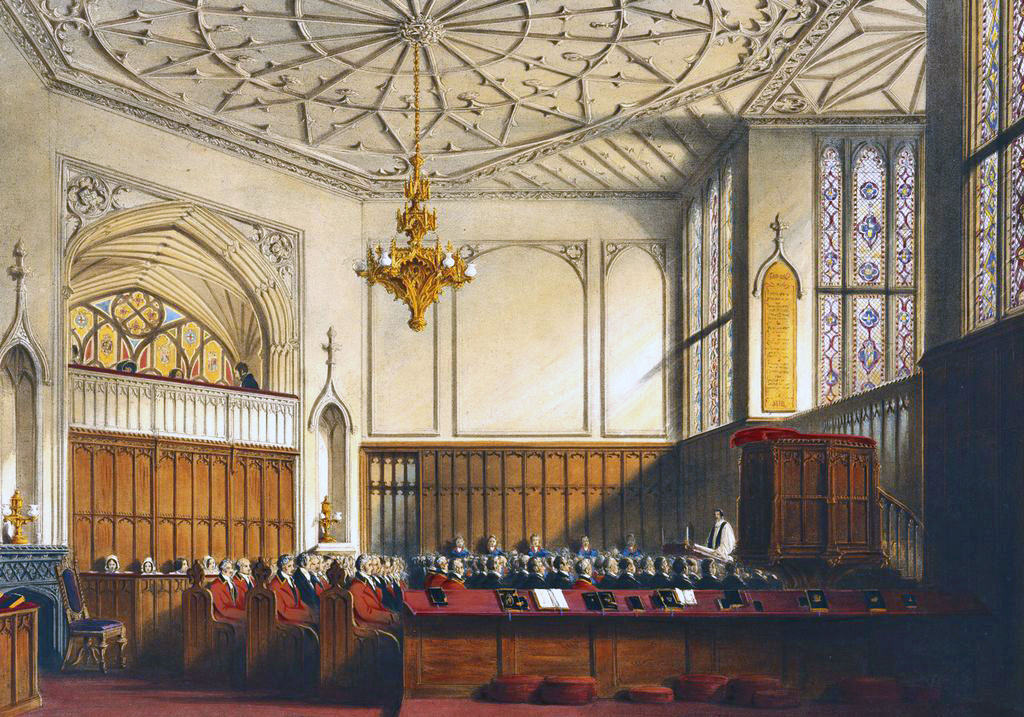
Uma litografia de 1848 da Capela Privada de Joseph Nash, o local onde o incêndio começou

Às 12h12, havia 20 caminhões de bombeiros e, às 12h20, havia 35. Mais de 200 bombeiros vieram de Londres, Buckinghamshire, Surrey e Oxfordshire, bem como de Berkshire. O comandante do incidente de incêndio foi David Harper, vice-chefe do Corpo de Bombeiros e Resgate do Serviço de Bombeiros e Resgate. O chefe, Garth Scotford, estava fora do país, de férias.
Às 12h20, o incêndio já havia se espalhado para o St. George's Hall, um salão de banquetes e o maior dos Apartamentos de Estado. O número de caminhões de bombeiros agora totaliza 39, com 225 bombeiros presentes. Mangueiras foram direcionadas a todos os níveis do prédio ao redor do incêndio. Como indicação da escala do incêndio, houve apenas um incêndio envolvendo 30 aparelhos em toda a Grande Londres desde 1973.
Às 13h30, os comerciantes criaram barreiras contra fogo na parede sul do Green Drawing Room (no final do St George's Hall, no lado leste do Quadrangle) e no canto noroeste da Chester Tower, onde se junta ao Grand Corridor. Os bombeiros já haviam começado a controlar o fogo, embora o telhado dos Apartamentos de Estado já estivesse começando a desabar.
Às 15h30, os andares da Torre Brunswick desabaram. Os bombeiros tiveram que se retirar temporariamente para localizar três homens que ficaram brevemente perdidos na fumaça e se retiraram novamente porque os homens ficaram temporariamente desaparecidos quando parte do teto desabou.
Às 16h15, o fogo havia reacendido na Torre Brunswick. Ao cair da noite, o fogo concentrou-se na torre, que por volta das 18h30 foi engolida por chamas de até 50 feet (15 m) alto.
Às 19h, o teto do Santo Jorge Hall desabou.
Às 20h, após nove horas de queima, o fogo estava sob controle. Continuou queimando por mais três horas.
Às 23h, o incêndio principal foi extinto e, às 2h30, os últimos incêndios secundários foram extintos. Bolsões de fogo permaneceram até as primeiras horas da manhã, cerca de 15 horas após seu início. 60 bombeiros com oito equipamentos permaneceram de serviço por mais alguns dias. O fogo se espalhou rapidamente devido às grandes cavidades e vazios no telhado.  1,5 milhões de galões  (7 milhões de litros) de água da rede de abastecimento de água, um hidrante alimentado por reservatório, uma piscina, um lago e o vizinho Rio Tâmisa foram usados para combatê-lo. 

## Operação de salvamento
Além das várias centenas de bombeiros directamente envolvidos no combate ao incêndio,  funcionários e comerciantes ajudaram os bombeiros do castelo e os corpos de salvamento voluntários a retirar móveis e obras de arte dos apartamentos em perigo, incluindo um 150 feet (46 m) mesa longa e uma 120 feet (37 m) longo tapete da Câmara de Waterloo, até a segurança da escola de equitação do castelo. Foi uma operação enorme: 300 relógios, uma coleção de miniaturas, milhares de livros valiosos e manuscritos históricos, além de desenhos de antigos mestres da Biblioteca Real foram salvos. Seguindo as instruções dos bombeiros, baús pesados e mesas foram deixados para trás. Todos os outros itens foram colocados em lonas gigantes no Terraço Norte e Quadrilátero, e a polícia chamou dezenas de vans de mudança de grande parte dos condados de origem para transportar itens para outras partes do castelo.
Membros da Casa Real, incluindo o 13º Conde de Airlie, auxiliaram na operação. O Departamento da Coleção Real foi especialmente ativo, incluindo o diretor, Sir Geoffrey de Bellaigue; o inspetor de pinturas, Christopher Lloyd ; o vice-inspetor das obras de arte da Rainha, Hugh Roberts ; a curadora da Sala de Impressão, Jane Roberts ; e o bibliotecário, Oliver Everett. A Cavalaria Doméstica chegou do vizinho Quartel Combermere . Cerca de 100 oficiais e homens da Guarda Vida se mostraram inestimáveis para transportar itens volumosos. No total, 125 funcionários do castelo, 125 contratantes, 100 militares e 20 funcionários da empresa imobiliaria Crown Estate estiveram envolvidos na operação de salvamento.
Não houve feridos graves nem mortos. Dean Lansdale, decorador da Capela Privada, queimou as mãos ao remover as três ou quatro imagens que resgatou. Ele foi transferido para o consultório real e depois para um hospital. Um porta-voz real negou relatos na mídia de que o pesquisador das fotos da Rainha havia sofrido um ataque cardíaco. Cinco bombeiros foram levados ao hospital com ferimentos leves.

## Extensão dos danos ao castelo

### Danos estruturais
A maior perda foi na estrutura do castelo. O teto falso no St. George's Hall e o espaço vazio para caminhões de carvão abaixo do piso permitiram que o fogo se alastrasse. Queimou até a Torre Chester. Vários tetos desabaram. Os apartamentos queimados incluíam o Crimson Drawing Room (completamente destruído), o Green Drawing Room (muito danificado, embora apenas parcialmente destruído pela fumaça e água) e a Capela Privada da Rainha (incluindo o órgão Henry Willis de dois lados do século XIX na galeria entre o St George's Hall e a Capela Privada, painéis de carvalho, vidro e o altar).
O St George's Hall sobreviveu com as paredes praticamente intactas, mas o teto havia desabado. O Salão de Jantar de Estado na Torre do Príncipe de Gales e o Grande Salão de Recepção também foram devastados. No total, 100 quartos foram afetados pelo incêndio. Os apartamentos menores danificados ou destruídos incluíam a Câmara Estelar, a Sala Octagon e a Torre Brunswick (cobertas por 12 pés (3,5 m) de detritos), Torre Cornwall, Torre Príncipe de Gales, Torre Chester, Sala Holbein e a Grande Cozinha, que perdeu sua cobertura de gesso e a maior parte da madeira medieval. A parede externa acima da janela saliente do Crimson Drawing Room (entre as Torres Príncipe de Gales e Chester) estava seriamente calcificada.

### Conteúdo

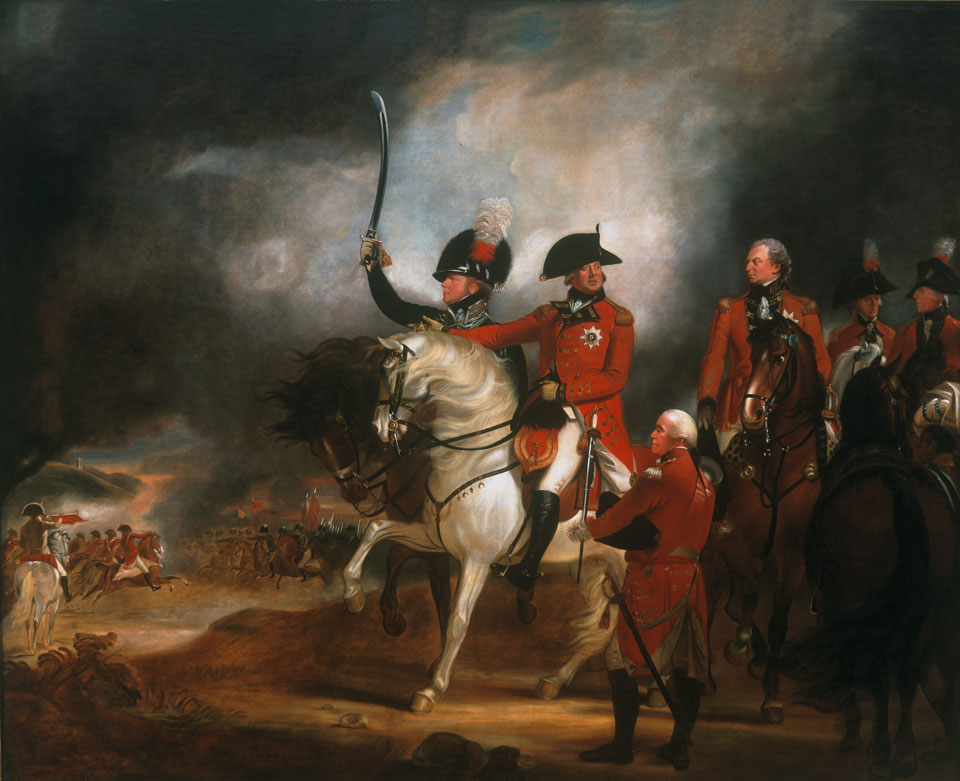
Uma cópia menor de George III e o Príncipe de Gales revisando as tropas de William Beechey, uma grande pintura destruída no incêndio

Os quartos mais seriamente danificados foram em grande parte esvaziados de seus valiosos conteúdos no dia anterior, e algumas pinturas foram emprestadas para uma exposição itinerante. Os itens perdidos da Coleção Real incluem o retrato equestre de Sir William Beechey, George III e o Príncipe de Gales revisando as tropas, que em 13 pés (4 m) por 16 pés (5 m) era muito grande para ser removido;  um 18 ft (5,5 m) longo aparador da década de 1820 de Morel e Seddon; vários itens de porcelana; vários lustres; o órgão Willis; e o tapete Axminster Grande Exposição de 1851 foi parcialmente queimado. Peter Brooke, então Secretário de Estado do Patrimônio Nacional, chamou o incêndio de um desastre nacional.

### Turismo
Os turistas foram autorizados a entrar nos recintos em três dias. A rainha voltou à residência duas semanas depois. A Galeria e a Casa de Bonecas da Rainha Maria de Teck reabriram em dezembro. Os Apartamentos de Estado foram reabertos em 1993, após a conclusão da reforma elétrica, com todas as salas principais abertas na Páscoa, enquanto apenas o St. George's Hall e o Grande Salão de Recepção permaneceram fechados. Assim, onze das quinze salas principais dos Apartamentos de Estado estavam abertas, e duas ainda estavam passando por uma restauração de longo prazo, com outras duas tendo sido destruídas.

## Projeto de restauração

### Planejamento

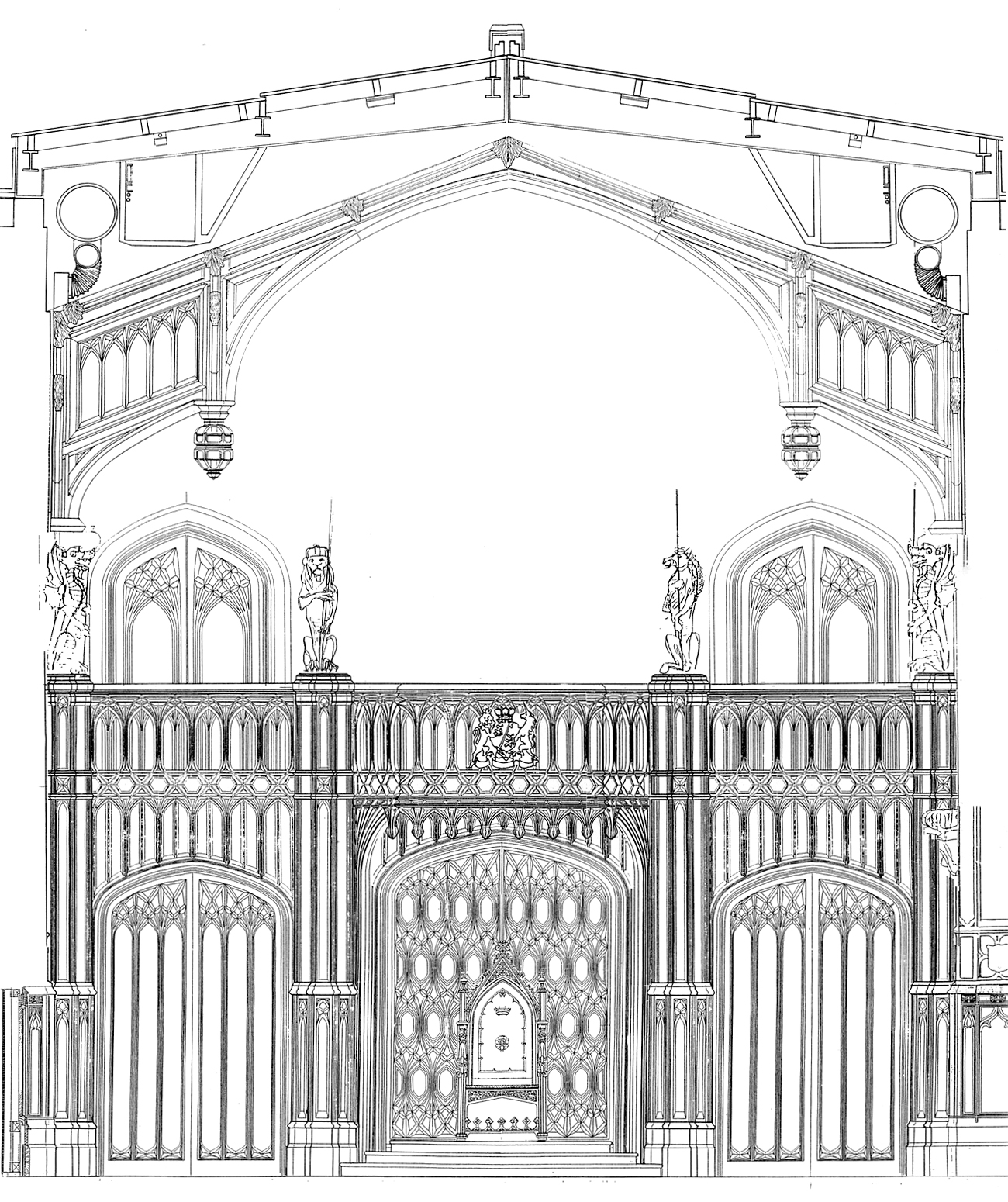
Um diagrama do telhado e da madeira do novo St George's Hall

Em 7 de junho de 1994, detalhes do projeto de restauração foram anunciados. O escritório de arquitetura Donald Insall Associates foi nomeado pela Casa Real para assumir o comando geral da restauração, com Sidell Gibson lidando com a reconstrução do Santo Jorge Hall e o projeto do novo Saguão da Lanterna e da Capela Privada. Mais da metade das salas danificadas e destruídas, incluindo as salas de jantar Estado e Octagon, deveriam ser restauradas como originais. Haveria novos projetos para o teto do St. George's Hall (com vigas de reforço de aço no telhado) e East Screen, bem como para a Capela Privada da Rainha e os Salões Stuart e Holbein. Entretanto, apenas a Capela Privada da Rainha e várias salas modernas seriam restauradas em estilo moderno.
Os projetos foram submetidos a um Comitê de Restauração, cujo presidente era o Príncipe Filipe, Duque de Edimburgo (então Príncipe Consorte), e o vice-presidente era Carlos, Príncipe de Gales (atual Rei Charles III). Os membros incluíam David Ogilvy, 13º Conde de Airlie (Lord Chamberlain); Sir Hayden Phillips (Secretário Permanente do Departamento do Patrimônio Nacional); Norman St.<span typeof="mw:Entity" id="mw5w">&nbsp;</span>John-Stevas, Lord St<span typeof="mw:Entity" id="mw6A">&nbsp;</span>John of Fawsley (presidente da Comissão Real de Belas Artes); Sir Jocelyn Stevens (presidente do English Heritage); Frank Duffy (presidente do Royal Institute of British Architects); e três altos funcionários do palácio.
O incêndio, embora catastrófico, apresentou a oportunidade para algumas novas e importantes obras arquitetônicas. Embora criticado por algumas pessoas que achavam que faltava imaginação, os arquitetos acreditavam que, dada a história do edifício e a estrutura remanescente, a nova obra tinha que ser gótica.

### Execução

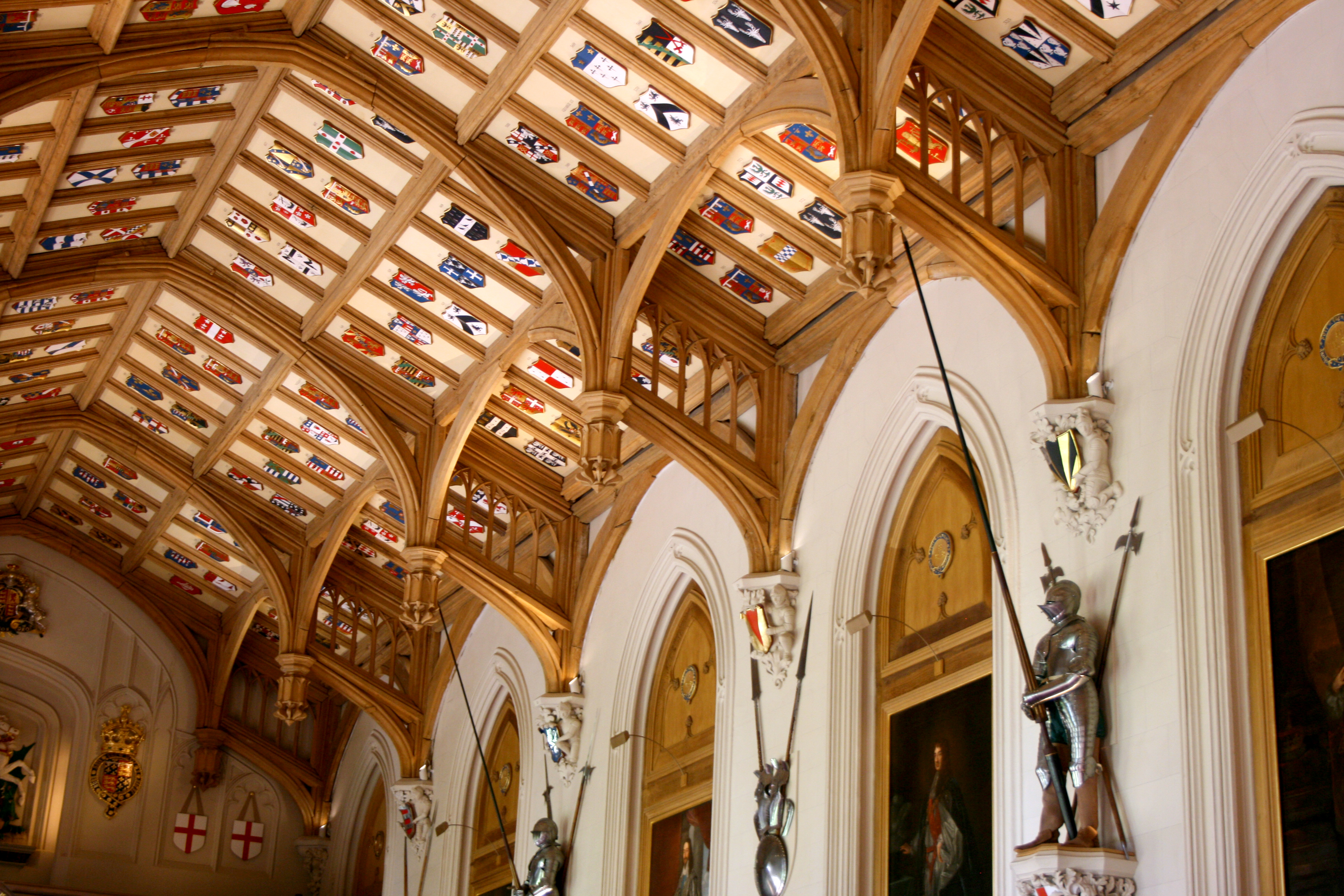
Novo telhado de vigas de martelo de Giles Downes no St George's Hall, concluído em 1997

O aparador dourado da sala de jantar de estado, com 19 pés de comprimento e feito de jacarandá e carvalho raros, foi originalmente projetado por Augustus Pugin no século XIX. século. Ele teve que ser replicado pela NEJ Stevenson, sediada em Rugby, usando apenas algumas fotografias e descrições.
Novos projetos para o St George's Hall e a Capela Privada da Rainha foram aprovados pela Rainha em 24 de janeiro de 1995. Projetado pelo arquiteto Giles Downes, o novo telhado do St George's Hall é um exemplo de teto com vigas de martelo . A nova capela e os claustros adjacentes foram realinhados para formar uma rota processional dos apartamentos privados, através de um vestíbulo octogonal, até o St George's Hall. O novo telhado de Downes é a maior estrutura de carvalho verde construída desde a Idade Média e é decorado com escudos de cores vivas que celebram o elemento heráldico da Ordem da Jarreteira ; o design tenta criar uma ilusão de altura adicional através da madeira gótica ao longo do teto. Os comentadores notaram que o trabalho de Downes faz muito para compensar as dimensões originalmente falhas do salão. O saguão da lanterna tem colunas de carvalho formando um teto abobadado, imitando um lírio-de-arum.
A primeira etapa da restauração estrutural foi concluída em maio de 1996. O acabamento, inicialmente previsto para a primavera de 1998, ocorreu em 17 de novembro de 1997. A Rainha realizou uma recepção no salão recentemente restaurado para os arquitetos e empreiteiros envolvidos no projeto.